# カルボナーラ
カルボナーラ (伊: carbonara) とは、「炭焼のパスタ」（炭焼職人風）という意味のパスタソースの1種である。チーズ、黒コショウ、グアンチャーレ(豚頬肉の塩漬け)もしくはパンチェッタ（豚バラ肉の塩漬け）、鶏卵（卵黄又は全卵）を用いる。

## 概要
元々はローマの料理で、グアンチャーレかパンチェッタを使用し、チーズにはペコリーノ・ロマーノ（なければパルミジャーノ・レッジャーノ）を使う。パスタにはスパゲッティを使用したものが一般的で、これをスパゲッティ・アッラ・カルボナーラ (伊: spaghetti alla carbonara) という。
本場イタリアのレシピではソースにはチーズを使い生クリームは入れないが、日本やアメリカ等イタリア以外では生クリームや牛乳を利用してクリーミーなソースを作り上げることが多い。この理由については諸説あるが、ペコリーノやパルミジャーノが高価であることや入手しづらかったため等ともいわれている。
本場ローマでは卵の凝固を防ぐために、グアンチャーレを炒めた際に出る油を事前に卵液へ加え、パスタ投入後はパスタの茹で汁を加えながら素早く和えるというレシピもある。

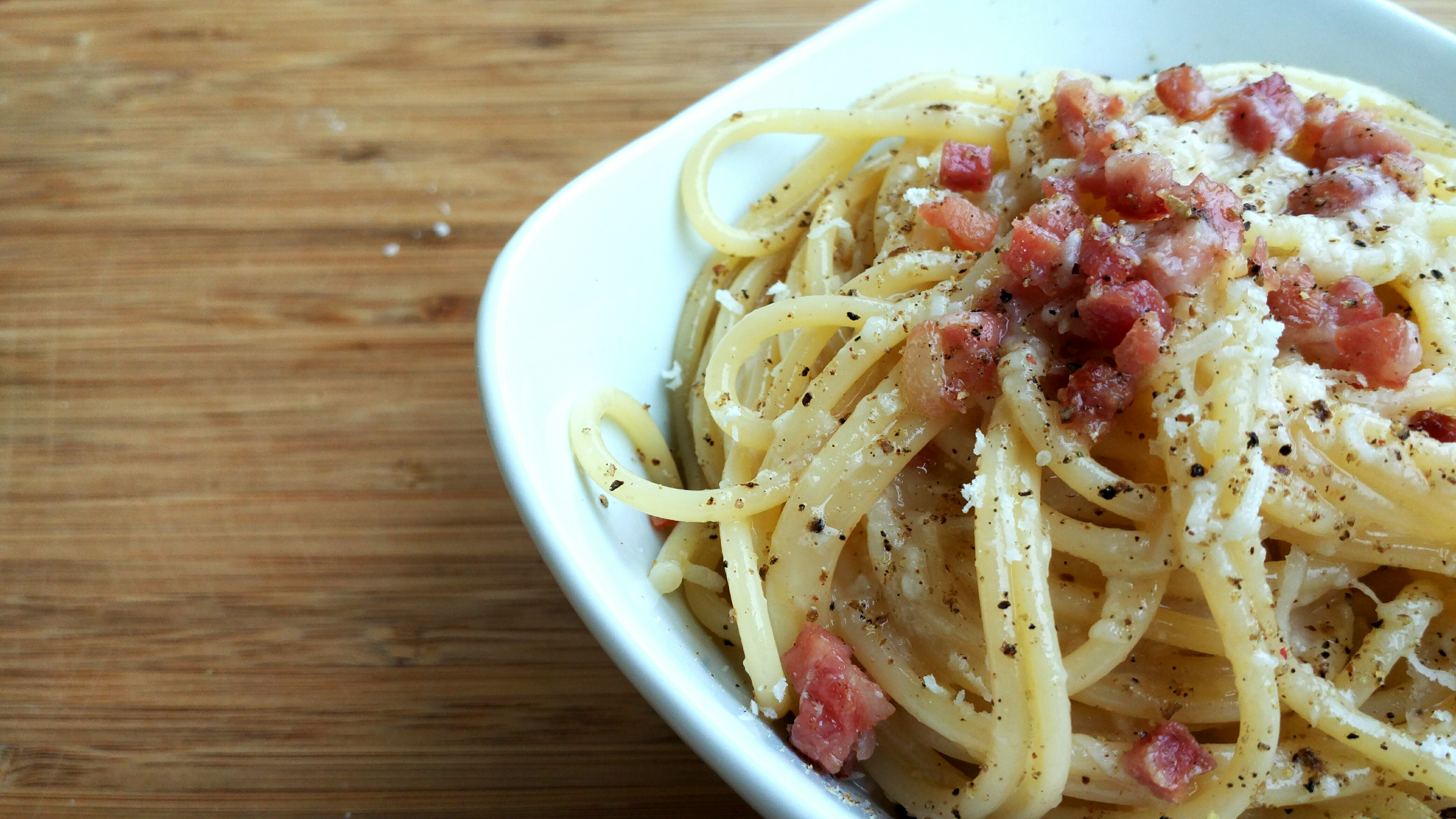
スパゲッティ・アッラ・カルボナーラ
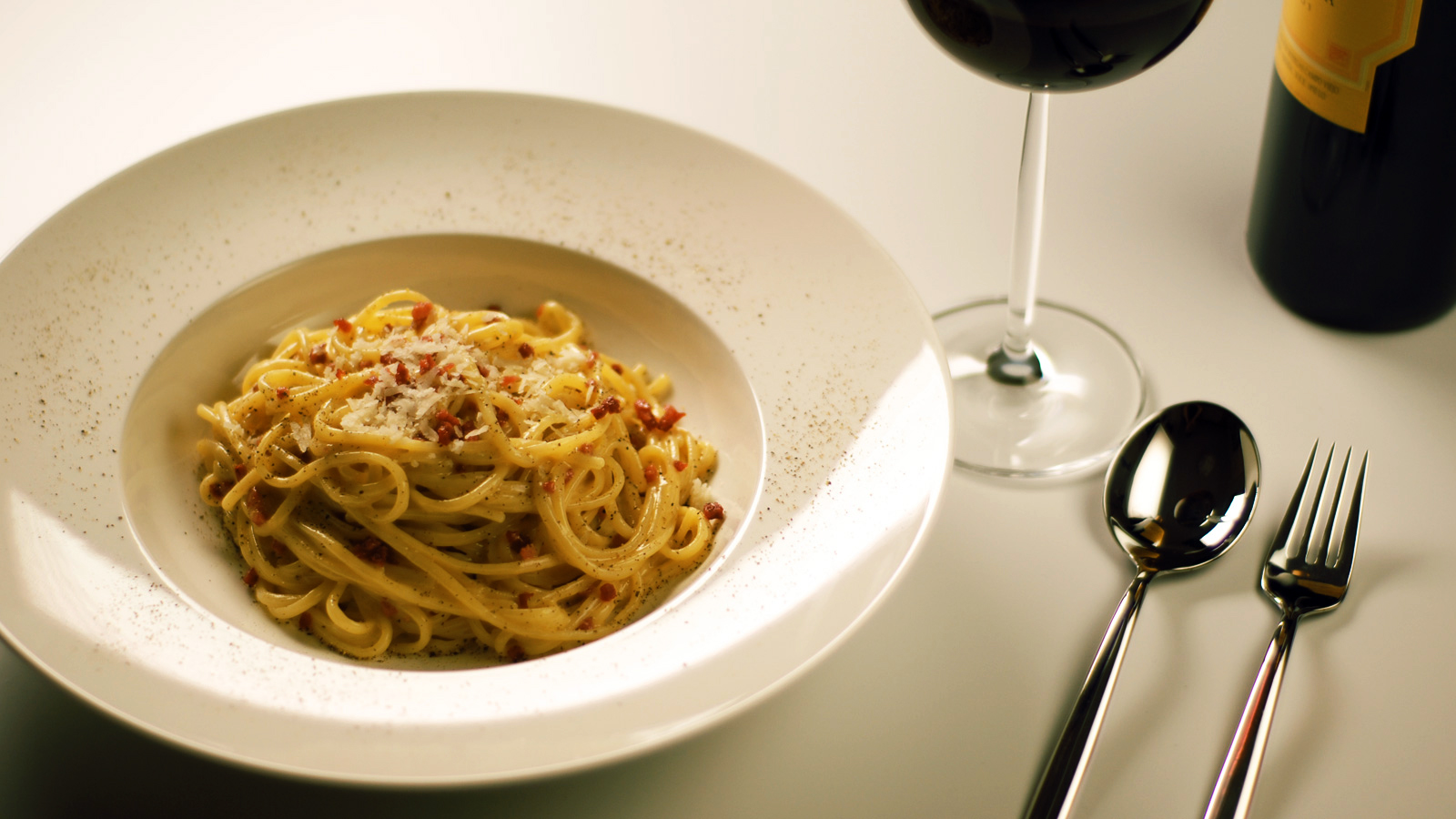
スパゲッティ・アッラ・カルボナーラ
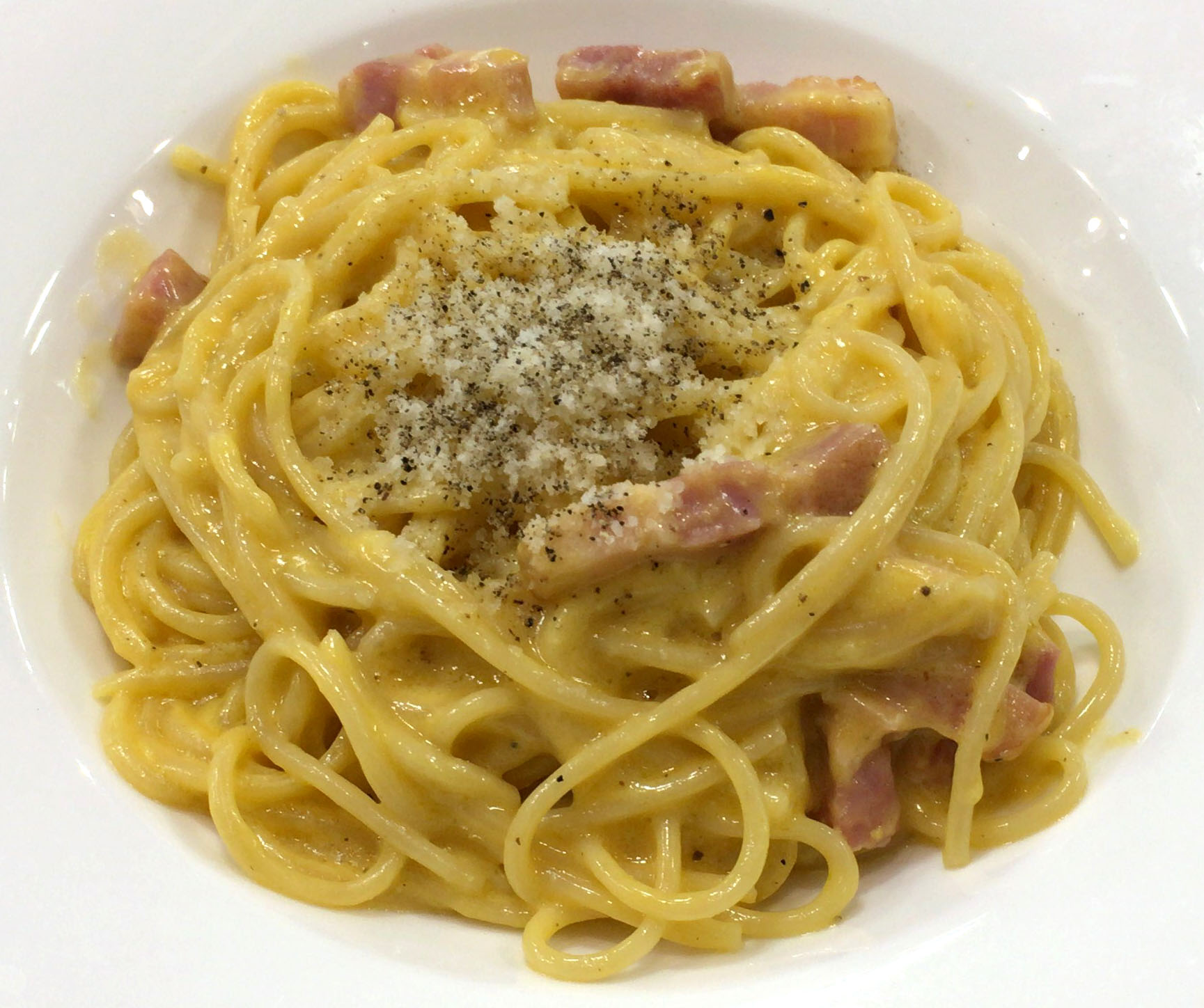
日本のカルボナーラ
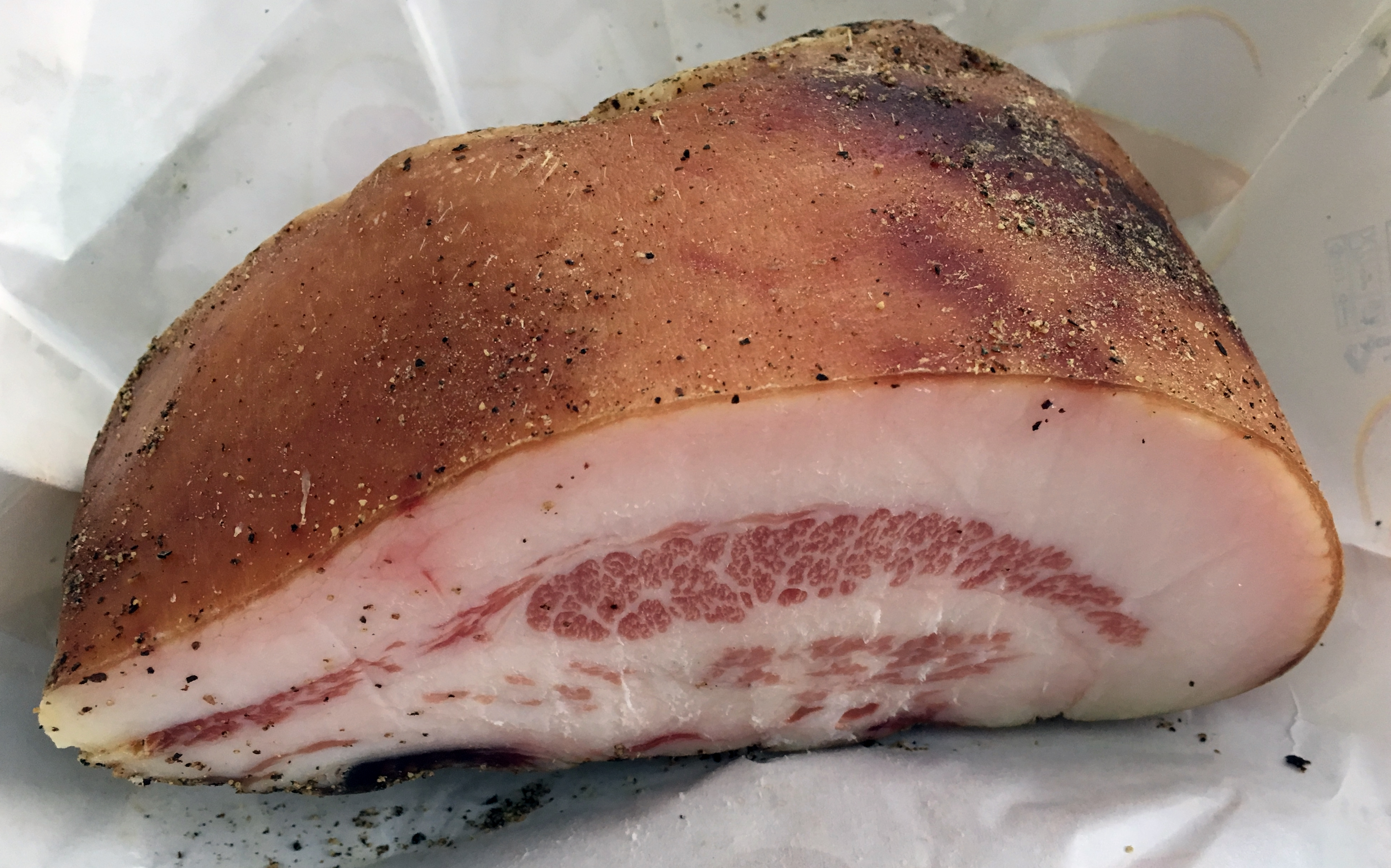
材料のグアンチャーレ
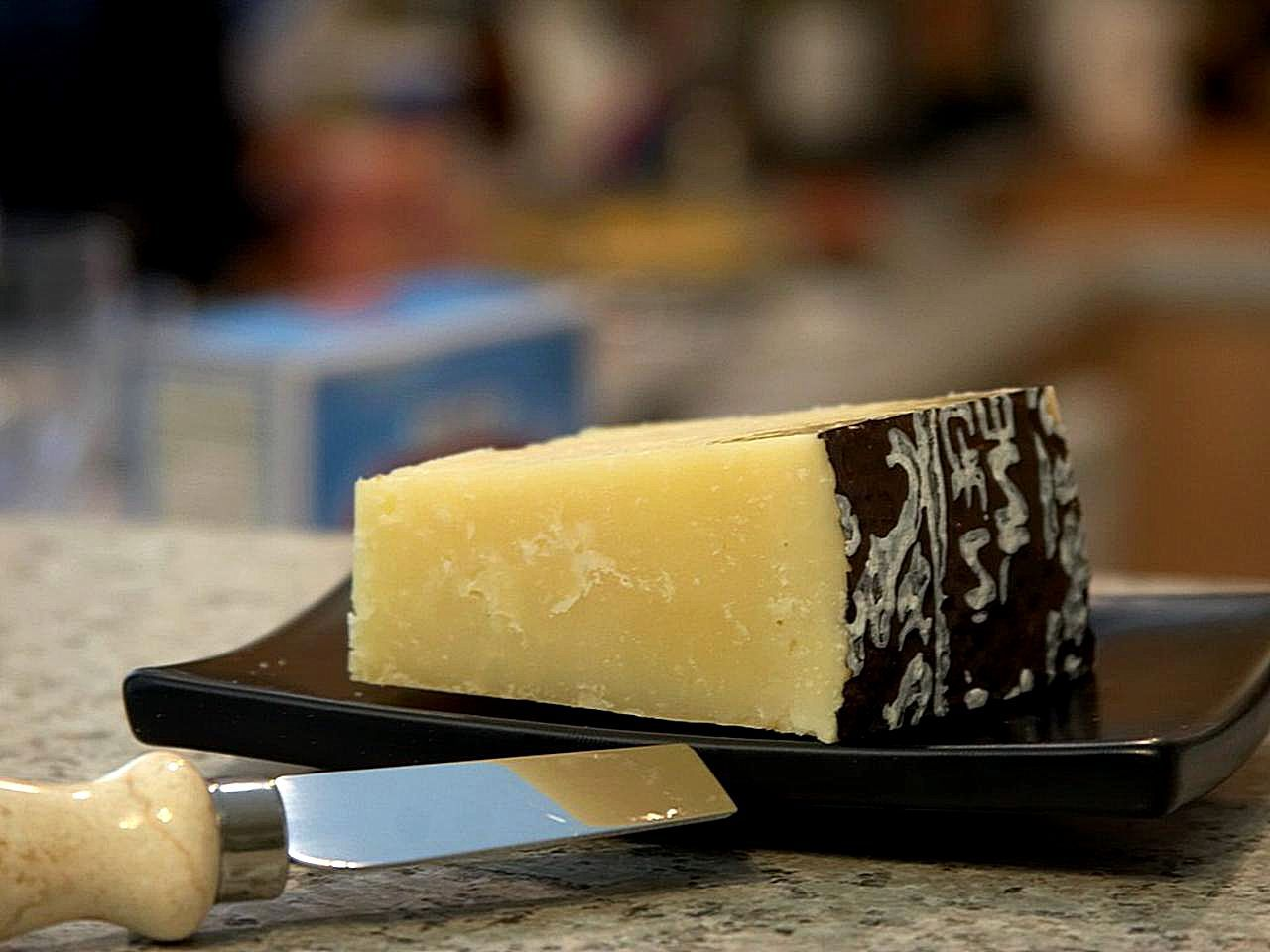
材料のペコリーノ・ロマーノ

## 起源
料理や名前の起源は諸説あるが、その多くはラティウム地方に起源があるとしている。
1930年に出版されたAda Boniによるローマの料理本にはカルボナーラは載っていない。
よく似たパスタとして南イタリアのラード、溶き卵、チーズを使ったパスタ cacio e uova がある。1837年に編纂されたイッポーリト・カヴァルカンティ（伊: Ippolito Cavalcanti）による Cucina teorico-pratica にも似た手法と材料の料理があり（パンチェッタ、グアンチャーレはなく卵も固い）、ナポリ料理が起源にあるともされる。
第二次世界大戦時、1944年のローマ解放より、アメリカ軍が持ち込んだベーコンや卵が流通するようになった後にカルボナーラの名前が現れており、
アメリカ兵が親しむ卵、ベーコン、スパゲッティを使った料理としてイタリア人シェフが考えたとされる説がある。1950年のイタリアの新聞『ラ・スタンパ』にもアメリカ軍将校が求めた料理と記されている。この説は多くのレシピでパンチェッタとグアンチャーレが同一の素材として扱われている理由も説明している。
薪から木炭を作る炭焼き職人（carbonai、ローマ方言で carbonari）が考案したとする説、ナポリのブオンヴィチーノ公爵であるイッポーリト・カヴァルカンティが料理本に紹介していたとする説もある。
名前は単にコショウの色から連想されたという説もある。
「炭焼人 (Carbonara) が、もしも仕事の合間にパスタを作ったら、手に付いた炭の粉が落ちてこんな風になるのではないか」という想像から黒コショウを絡ませ創られたパスタという説や、カルボナリ（炭焼党 - イタリアの革命的秘密結社）との関わりを指摘する説もある。

## 日本風のカルボナーラ
日本ではグアンチャーレやパンチェッタは入手性の問題もありベーコンで代替する形で広まった。同様にチーズについてもペコリーノ・ロマーノではなく、パルメザンチーズを使うことが多い。また生クリームも使うものが一般的には多い。更に、温泉卵をトッピングするケースもある。近年パンチェッタやペコリーノ・ロマーノが日本各地の輸入食品店で容易に入手できるようになり、イタリア本来の正しい作り方も普及しつつある。
日本風のカルボナーラソースは、レトルト食品としても市販されている。日本でも人気は高く、マイボイスコムの「よく利用するパスタソース」の調査ではトマトソース、ミートソースに次いで3位にインした。

## 逸話
- なぜか「カルボナーラ発祥の店」と言われるローマの「Osteria La Carbonara」（1906年創業）だが、それは間違ったうわさであり、店などはそのような紹介は一切しておらず[16]、明確に否定している[17]。また、同じくローマには「Ristorante La Carbonara」（1912年創業）という似たような店もあるが、こちらも「カルボナーラ発祥の店」と言われることもあるが否定している[17]。

## レシピ比較表
| 料理名           | チーズ               | 香辛料   | 肉             | 卵 | 野菜   |
| ---------------- | -------------------- | -------- | -------------- | -- | ------ |
| カチョエペペ     | ペコリーノ・ロマーノ | コショウ |                |    |        |
| グリーチャ       | ペコリーノ・ロマーノ | コショウ | グアンチャーレ |    |        |
| カルボナーラ     | ペコリーノ・ロマーノ | コショウ | グアンチャーレ | 卵 |        |
| アマトリチャーナ | ペコリーノ・ロマーノ | コショウ | グアンチャーレ |    | トマト |